# Isopterygium banganus
Isopterygium banganus là một loài Rêu trong họ Hypnaceae. Loài này được O'Shea mô tả khoa học đầu tiên năm 2008.